# Álvaro Semedo
Álvaro de Semedo (in latino: Alvarus de Semedo, in cinese 曾德昭S, Zeng DezhaoP o in precedenza 謝務祿S, Xie WuluP; 1585 o 1586 – 18 luglio 1658) è stato un gesuita portoghese missionario in Cina.

## Biografia
Alvaro Semedo nacque a Nisa, in Portogallo, nel 1585 o 1586. Entrato come novizio nella Compagnia di Gesù nel 1602, il 29 marzo, 1608, partì per Goa e l'Estremo Oriente a bordo del Nossa Senhora. Giunse a Macao nel 1610, e a Nanchino nel 1613. Insieme a un altro gesuita, Alfonso Vagnoni, venne arrestato nel corso di una campagna anti-cristiana a Nanchino nel 1616, e poi rimandato a Macao, dove rimase fino al 1621.
Quando la campagna di persecuzione contro i cattolici in Cina si attenuò, Semedo cambiò il suo nome cinese Xie Wulu in Zeng Dezhao e svolse il suo apostolato nelle province di Jiangsu e Jiangnan. Pur passando la maggior parte del suo mandato nelle province centrali e meridionali della Cina, fece un viaggio a nord, a Xi'an, nel 1625, durante il quale fu il primo europeo a vedere la stele nestoriana recentemente scoperta (stele eretta il 7 gennaio 781, che descrive i primi centocinquanta anni della storia del cristianesimo in Cina).
Nel 1636, Semedo ritornò in Europa come Procuratore della Missione, inviato per reclutare nuovi missionari in Cina e per assicurare assistenza continua alla chiesa cinese dall'Europa. Durante il suo soggiorno in Europa, scrisse un lungo rapporto sulla Cina in portoghese o italiano (o in entrambe le lingue), tradotto e stampato in spagnolo da Manuel de Faria e Sousa, con il titolo Imperio de la China e da cultura evangélica en el (Madrid, Juan Sanchez, 1642).
Dopo il suo ritorno in Cina, a Canton, Semedo divenne vice provinciale della missione gesuita in Cina. Trascorse il resto della sua vita a Canton, dove morì.

## Opere
- Álvaro Semedo, Relatione della Grande Monarchia della Cina, Hermann Scheus, 1643.[2]